# 首尔巴士

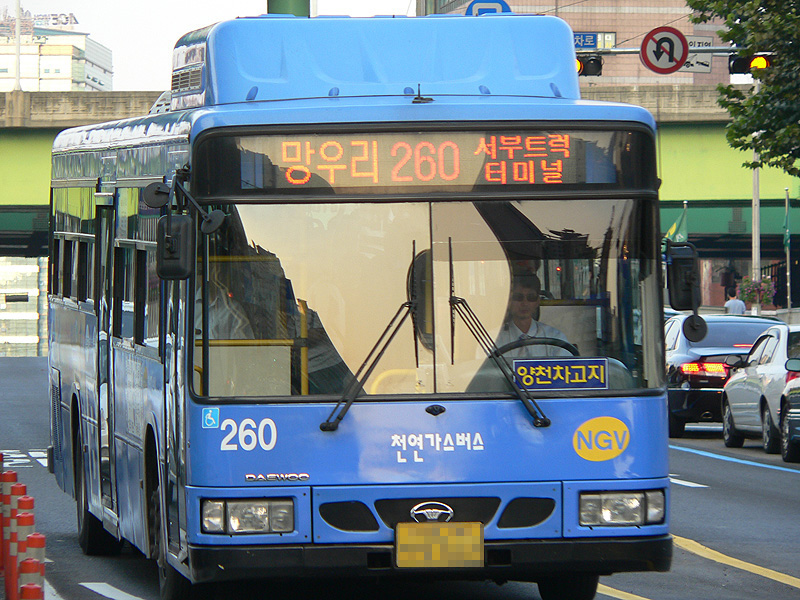
首尔以天然气为燃料的清洁能源巴士（NGV）

首尔巴士是由韓國首爾市政府运营的公共交通巴士。

## 巴士服务类型
首尔有四种类型的巴士线路：

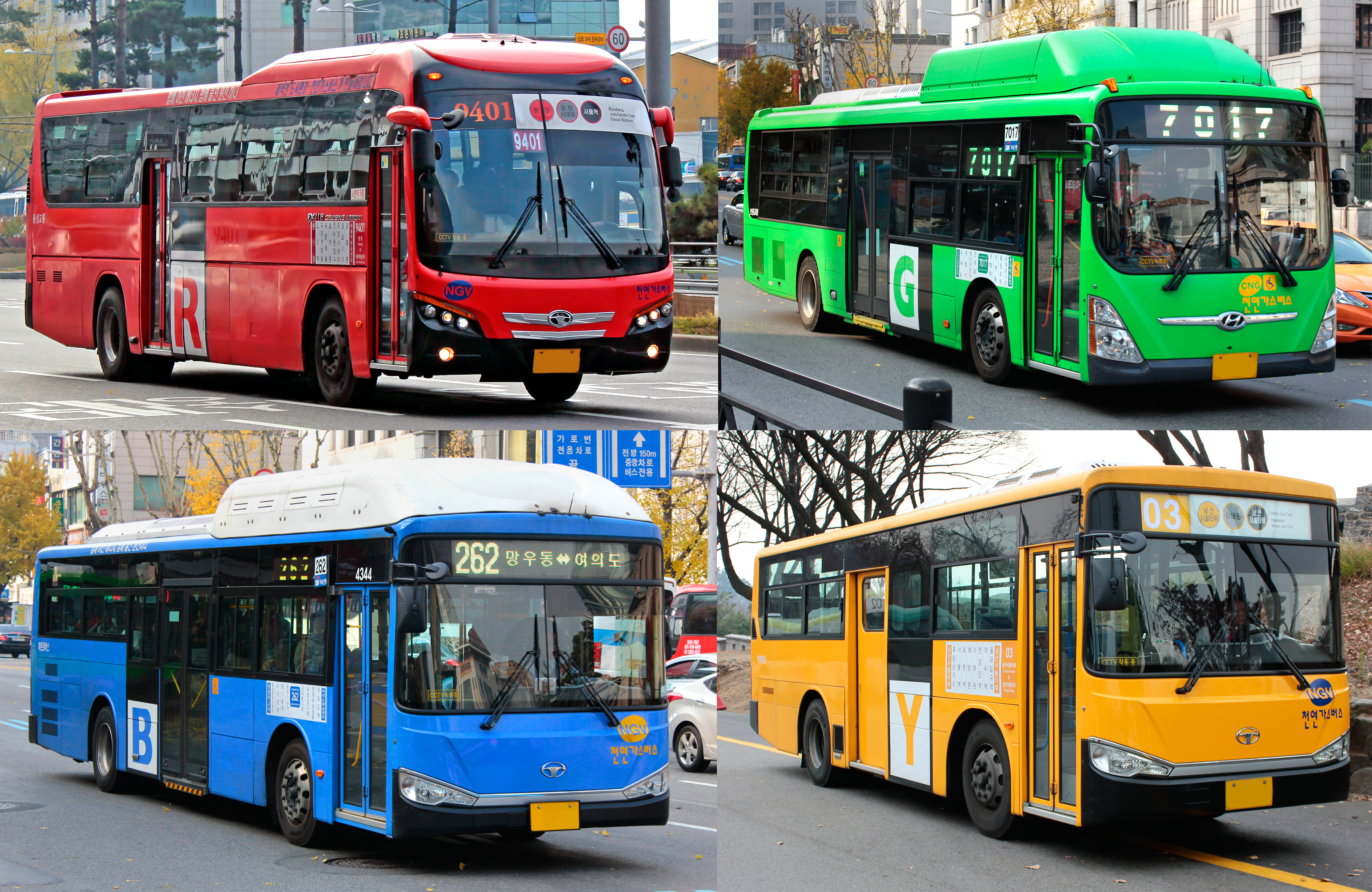

- 干线巴士（蓝色）：这一类型的巴士线路以较高速度行驶，使用道路中央、连接首尔市中心和郊区的巴士专用车道。市政府部分负责这一类型线路的运营。经充分考虑后首尔在此类型线路上引入了三种车辆：铰接巴士、CNG（压缩天然气）低地板巴士和较大尺寸的CNG常规巴士。蓝色涂装代表了首尔的天际线和汉江，象征着安全和自由。
- 支线巴士（绿色）：绿色车身的巴士由私营巴士公司自主运营，线路连接主要地铁站和首尔市中心外围的巴士总站。它和现时运营中的城市线路（city bus）和社区穿梭巴士（community shuttle bus）相似。绿色涂装代表城市周围的群山。
- 快线巴士（红色）：红色车身的巴士为特快路线，专为首都圈和首尔市中心通勤设置。红色涂装透出的是速度的活力。
- 环线巴士（黄色）：这一类型线路在市中心循环运行，停靠蓝色巴士（干线）的站点和主要地铁站，以及商业、旅游和购物的热点区域。黄色涂装因代表动感和友好的形象而被选定。

线路编号表示不同的区域。干线和支线巴士编号中，第一位数字表示线路起始的区域，第二位数字则表示线路终止的区域。快线巴士编号的第一位一定是9，第二位则说明线路起始区域。环线巴士编号的第一位代表它运行的区域。编号以8开头的路线为仅于节假日/繁忙时间服务的支线巴士。上述所有线路编号中，余下的部分即代表了不同的路线。

## 编号系统
随着公共交通系统的发展，首尔导入了一套新的巴士线路编号系统，包括了区域号码，以使得从其编号大概了解巴士线路更加容易。

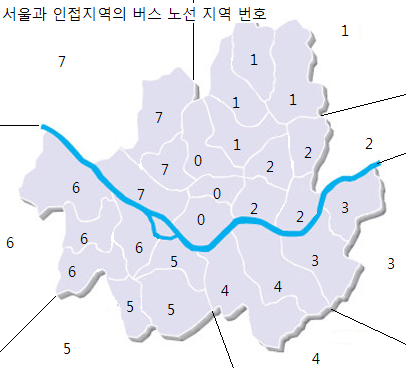
首尔巴士区号图

- 0区：首尔中央地区 (钟路区、中區、龍山區)；
- 1区：首尔北部地区 (道峰区、江北區、城北區、芦原区) 以及议政府市、杨州市和抱川市；
- 2区：首尔东部地区 (东大门区、中浪区、城東區、广津区) 以及九里市、南杨州市、加平郡和楊平郡；
- 3区：首尔东南地区 (江東區、松坡区) 以及河南市和廣州市；
- 4区：首尔南部地区 (瑞草区、江南區) 以及城南市和龙仁市；
- 5区：首尔南部地区 (铜雀区、冠岳区、衿川区) 以及 京畿道的安养市、果川市、义王市、安山市、军浦市和水原市；
- 6区：首尔西南地区 (江西區、阳川区、永登浦区、九老区) 也包括仁川广域市、富川市、光明市、金浦市和始兴市；
- 7区：首尔西北地区 (恩平区、麻浦区、西大门区) 以及高阳市和坡州市。

## 车资/票价
巴士系统接受现金或交通卡。车费基于搭乘线路而定。以下表格展示的是每个线路类型的基本费率（单位：韩元）。
| 乘客年龄           | 线路类型 | 使用交通卡 | 使用现金 |
| 成人 （19岁以上）  |          |            |          |
| 快线               | 2300     | 2400       |          |
| 干线和支线         | 1200     | 1300       |          |
| 乡村线路           | 900      | 1000       |          |
| 支线（低价）和环线 | 1100     | 1200       |          |
| 青少年 （13~18岁） |          |            |          |
| 快线               | 1360     | 1800       |          |
| 干线和支线         | 720      | 1000       |          |
| 乡村               | 480      | 550        |          |
| 支线（低价）和环线 | 560      | 800        |          |
| 儿童 （6~12岁）    |          |            |          |
| 快线               | 1200     | 1200       |          |
| 干线和支线         | 450      | 450        |          |
| 乡村               | 300      | 300        |          |
| 支线（低价）和环线 | 350      | 350        |          |

以上为首10公里内的基准起步车资。10公里后，每5公里需增加100韩元。使用交通卡时，巴士之间和巴士到地铁的转乘免费，但10公里后附加的里程费用除外。

## 车辆

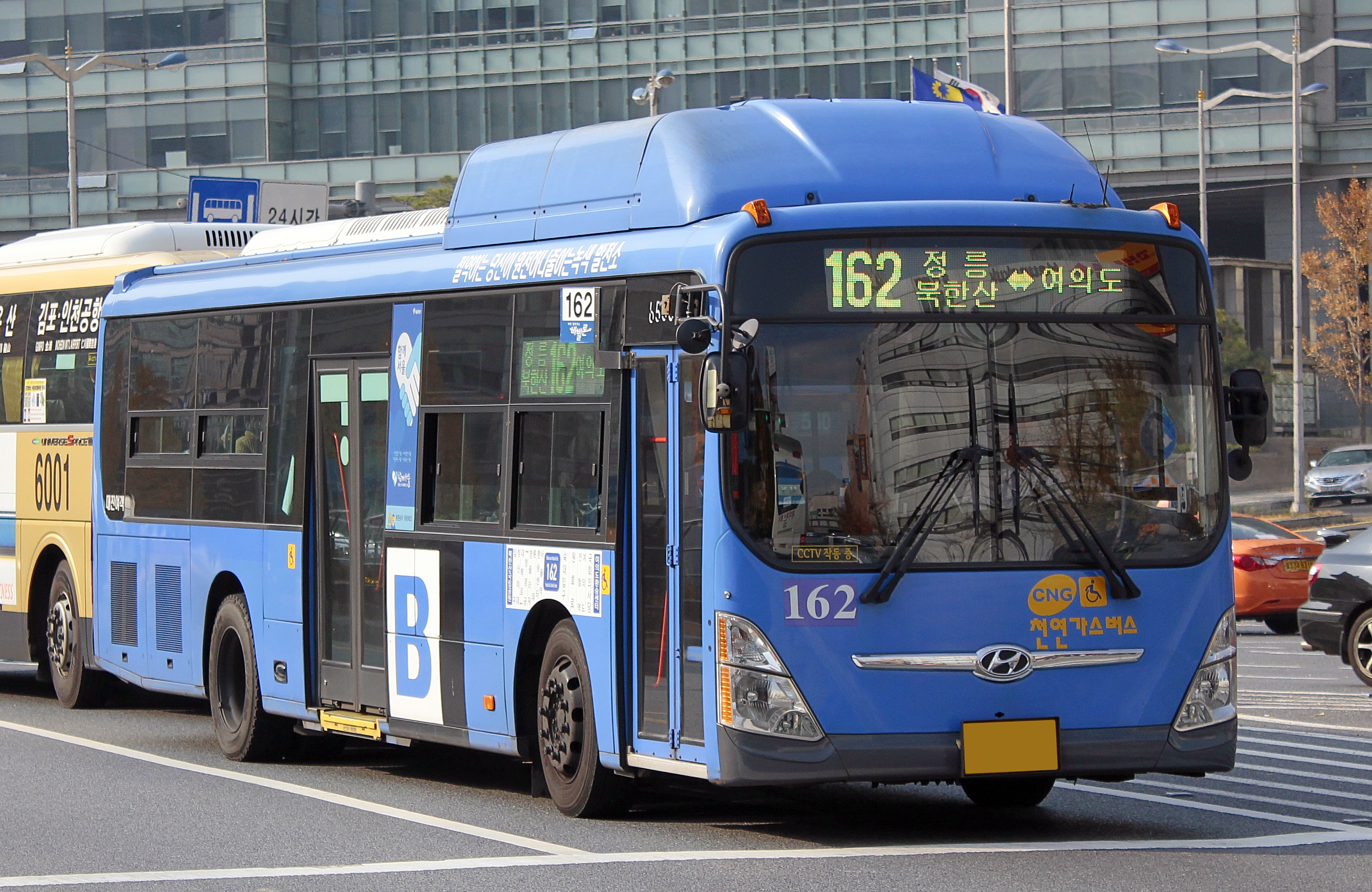
162路的New Super Aero City

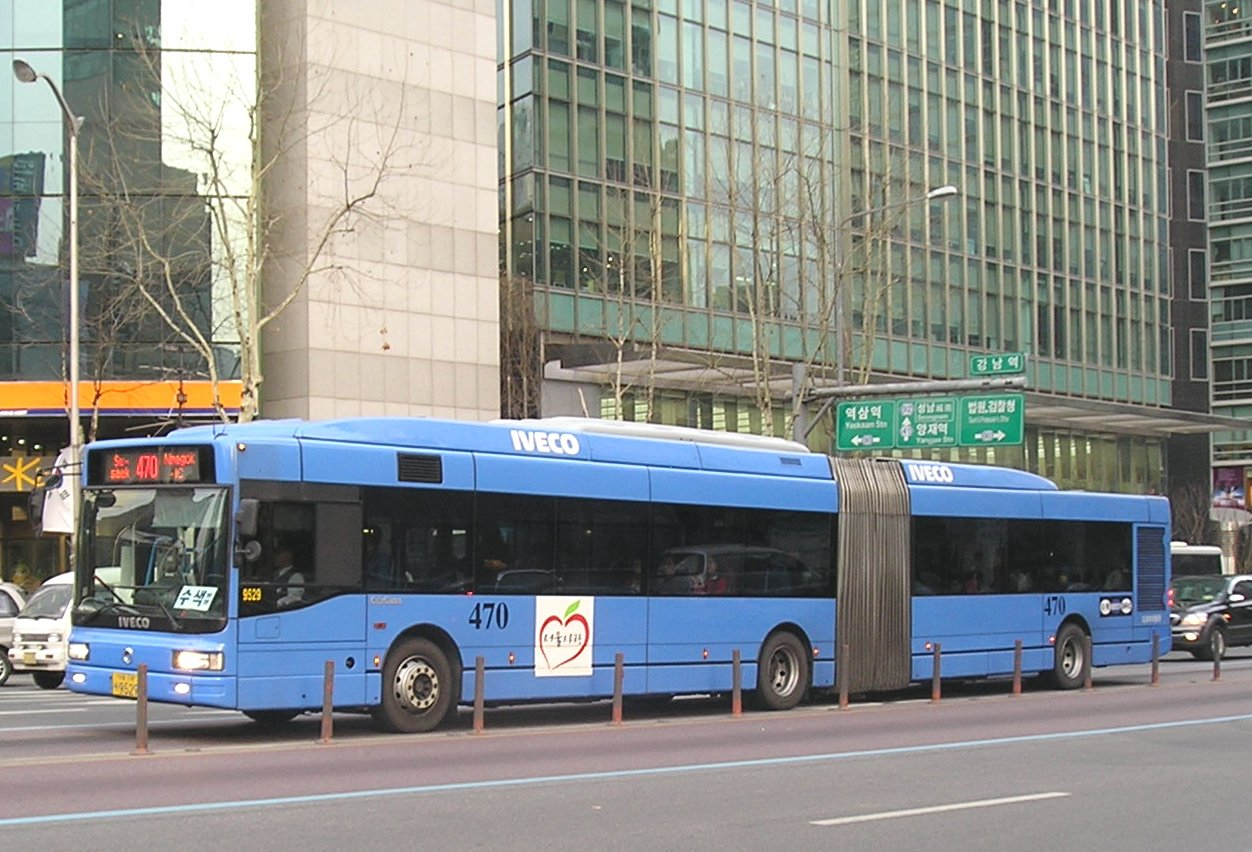
B470线的依维柯CityClass(18米)

韩国的大部分巴士为国产，由大宇或现代制造。车辆动力使用压缩天然气(CNG)、电力或两者的混合动力。在此之前，柴油动力巴士也有使用直到退役，退役後多被出售予緬甸、俄羅斯等國家。
现有车辆：
- 大宇巴士BH116和FX116(CNG)——用于快线巴士；
- 大宇巴士BS090(CNG)——用于支线和环线，部分已退役；
- 大宇巴士BS106(CNG)——用于干线和支线，部分已退役；
- 大宇巴士BS110CN/120CN超低地台（低地板)(CNG)——用于干线和支线；
- 现代 Super Aero City(CNG)——21、38或45座，用于快线、干线和支线，部分已退役；
- 现代 New Super Aero City(CNG)——所有线路类型均有使用；
- 现代 New Super Aero City超低地台（低地板)(CNG)——用于干线、支线和环线；
- 现代 Global 900(CNG)——用于支线；
- 现代 Aero Space LS(CNG)——用于干线和快线；
- 现代 Universe Space Elegance(CNG)——用于快线；
- 歐霸 CityClass(18m)——用于干线。

已退役车辆：
- 大宇巴士 BF101(前置引擎，無空調設備)
- 大宇巴士 BF105(前置引擎，無空調設備)
- 大宇巴士 BH115H和BH116(柴油)
- 大宇巴士 BS090(柴油)
- 大宇巴士 BS106(柴油)
- 大宇巴士 BS106L(柴油)
- 现代 FB485(前置引擎，無空調設備)
- 现代 RB520(後置引擎，部分車輛無空調設備)
- 现代 Aero City 540L/SL(柴油)
- 现代 Super Aero City(柴油)
- 起亚汽车/亚洲汽车（英语：Asia Motors） Cosmos、New Cosmos(柴油)